# Tour de Suisse 1983
Die 47. Tour de Suisse fand vom 14. bis 24. Juni 1983 statt. Sie wurde in elf Etappen und einem Prolog über eine Distanz von 1.823,5 Kilometern ausgetragen.
Gesamtsieger wurde der Ire Sean Kelly. Die Rundfahrt startete in Seuzach mit 130 Fahrern, von denen 91 Fahrer am letzten Tag in Zürich ins Ziel kamen.

## Etappen
| Etappe     | Tag      | Start – Ziel                | km    | Etappensieger       | Gesamtwertung     |
| ---------- | -------- | --------------------------- | ----- | ------------------- | ----------------- |
| Prolog     | 14. Juni | Seuzach (EZF)               | 9     | Daniel Gisiger      | Daniel Gisiger    |
| 1. Etappe  | 15. Juni | Seuzach – Schinznach Bad    | 173,5 | Frank Hoste         | Daniel Gisiger    |
| 2. Etappe  | 16. Juni | Schinznach Bad – Meilen     | 209   | Frank Hoste         | Daniel Gisiger    |
| 3. Etappe  | 17. Juni | Meilen – Altstätten         | 153   | Sean Kelly          | Daniel Gisiger    |
| 4. Etappe  | 18. Juni | Altstätten – Davos          | 232   | Peter Winnen        | Daniel Gisiger    |
| 5. Etappe  | 19. Juni | Davos – Sargans             | 64,5  | Urs Freuler         | Peter Winnen      |
| 6. Etappe  | 19. Juni | Sargans – Flumserberg (BZF) | 19    | Sean Kelly          | Peter Winnen      |
| 7. Etappe  | 20. Juni | Sargans – Bellinzona        | 177,5 | Erich Mächler       | Roberto Visentini |
| 8. Etappe  | 21. Juni | Bellinzona – Unterbäch      | 218,5 | Hubert Seiz         | Sean Kelly        |
| 9. Etappe  | 22. Juni | Unterbäch – Genf            | 206,5 | Frank Hoste         | Sean Kelly        |
| 10. Etappe | 23. Juni | Genf – Brügg                | 181   | Eric Dall’Armellina | Sean Kelly        |
| 11. Etappe | 24. Juni | Brügg – Zürich              | 180   | Urs Freuler         | Sean Kelly        |